# Alapállapot

Az elektron energiaszintjei az atomban: alapállapot és gerjesztett állapotok. Az energia elnyelését követően az alapállapotú elektron nagyobb energiájú gerjesztett állapotba kerül

Egy kvantummechanikai rendszer alapállapota a legkisebb energiájú sajátállapot. Az alapállapot energiáját a rendszer nullponti energiájának is nevezik. A gerjesztett állapot bármely olyan állapot, amelynek energiája nagyobb, mint az alapállapoté. A kvantumtérelméletben az alapállapotot többnyire vákuumállapotnak vagy vákuumnak nevezik.
Ha egynél több alapállapot létezik, akkor azt degeneráltnak (elfajult) nevezik. Számos rendszer alapállapota degenerált. Degeneráltság akkor jelentkezik, amikor létezik olyan unitér operátor , amely nem triviálisan hat az alapállapotra és kommutál a rendszer Hamilton-operátorával.
A termodinamika harmadik főtétele szerint egy rendszer az abszolút nulla fokon alapállapotban van, azaz entrópiáját az alapállapot degeneráltsága határozza meg. Számos rendszernek, például a tökéletes kristályrácsnak egyedi alapállapota van, így abszolút nulla fokon zérus az entrópiája. Negatív hőmérsékletű rendszereknél a legmagasabb gerjesztett energiájú állapotnak is lehet abszolút nulla a hőmérséklete.

## Az alapállapotnak egy dimenzióban nincs csomópontja
Egy dimenziós esetben a Schrödinger-egyenlet alapállapotáról igazolható, hogy nincs zérushelye (csomópontja).
Tekintsük az x = 0 helyen csomóponttal rendelkező ψ állapotot, azaz amelyre ψ(0) = 0. Ebben az állapotban az átlagos energia:
{\displaystyle \langle \psi |H|\psi \rangle =\int dx\,\left(-{\frac {\hbar ^{2}}{2m}}\psi ^{*}{\frac {d^{2}\psi }{dx^{2}}}+V(x)|\psi (x)|^{2}\right),}
ahol V(x) a potenciál.
Most tekintsük az {\displaystyle x=0} körüli kis, azaz {\displaystyle x\in [-\epsilon ,\epsilon ]} intervallumot. Vegyünk egy ψ'(x) új (deformált) hullámfüggvényt, melynek definíciója {\displaystyle \psi '(x)=\psi (x)}, ha {\displaystyle x<-\epsilon }; {\displaystyle \psi '(x)=-\psi (x)}, ha {\displaystyle x>\epsilon }, és konstans, ha {\displaystyle x\in [-\epsilon ,\epsilon ]}. Kellően kis {\displaystyle \epsilon } érték esetén ezt mindig meg lehet tenni, így ψ'(x) folytonos függvény.
Feltételezve, hogy {\displaystyle x=0} körül {\displaystyle \psi (x)\approx -cx}, felírhatjuk, hogy
{\displaystyle \psi '(x)=N{\begin{cases}|\psi (x)|,&|x|>\epsilon ,\\c\epsilon ,&|x|\leq \epsilon ,\end{cases}}}
ahol {\displaystyle N={\frac {1}{\sqrt {1+{\frac {4}{3}}|c|^{2}\epsilon ^{3}}}}} a normálási tényező.
Vegyük észre, hogy a normalizálás miatt a kinetikus energia sűrűsége mindenhol {\displaystyle \left|{\frac {d\psi '}{dx}}\right|^{2}<\left|{\frac {d\psi }{dx}}\right|^{2}}. Még fontosabb, hogy az átlagos kinetikus energia {\displaystyle O(\epsilon )}-nal csökken a ψ'-re történő deformálás miatt.
Most tekintsük a potenciális energiát. A definiáltság kedvéért legyen {\displaystyle V(x)\geq 0}. Ekkor nyilvánvaló, hogy az {\displaystyle x\in [-\epsilon ,\epsilon ]} intervallumon kívül a potenciális energia sűrűsége ψ' esetén kisebb, mivel ekkor {\displaystyle |\psi '|<|\psi |}.
Ugyanakkor az {\displaystyle x\in [-\epsilon ,\epsilon ]} intervallumban
{\displaystyle {V_{\text{avg}}^{\epsilon }}'=\int _{-\epsilon }^{\epsilon }dx\,V(x)|\psi '|^{2}={\frac {\epsilon ^{2}|c|^{2}}{1+{\frac {4}{3}}|c|^{2}\epsilon ^{3}}}\int _{-\epsilon }^{\epsilon }dx\,V(x)\simeq 2\epsilon ^{3}|c|^{2}V(0)+\cdots }
teljesül {\displaystyle \epsilon ^{3}} rendig.
Ugyanennek a szakasznak a járuléka a csomóponttal rendelkező ψ állapot potenciális energiájában
{\displaystyle V_{\text{avg}}^{\epsilon }=\int _{-\epsilon }^{\epsilon }dx\,V(x)|\psi |^{2}=|c|^{2}\int _{-\epsilon }^{\epsilon }dx\,x^{2}V(x)\simeq {\frac {2}{3}}\epsilon ^{3}|c|^{2}V(0)+\cdots ,}
ami ugyan kisebb, viszont ugyanúgy {\displaystyle O(\epsilon ^{3})} rendű, mint a deformált ψ' állapot esetén. Tehát a potenciális energia változatlan marad {\displaystyle \epsilon ^{2}} rendig, amikor a {\displaystyle \psi } állapotot a csomópont nélküli ψ' állapottal helyettesítjük, így az átlagos kinetikus energia {\displaystyle \epsilon }-ban lineáris rendű csökkenése dominálja az összenergia megváltozását.
Ezen a módon eltávolíthatjuk az összes csomópontot és {\displaystyle O(\epsilon )}-nal csökkenthetjük az energiát, ami egyben azt jelenti, hogy ψ' nem lehet az alapállapot. Az alapállapot hullámfüggvényének tehát nem lehet csomópontja – ezzel a bizonyítást befejeztük. (Ezután az energia tovább csökkenthető a hullámosság redukálásával, egészen az innen már variációval elérhető abszolút minimumig.)

## Példák

Egydimenziós potenciálgödörben található részecske első négy sajátállapotának hullámfüggvényei. Ezek közül az n=1 esethez tartozik a legalacsonyabb energia, így ez az alapállapot

- Egy egydimenziós dobozba zárt részecske hullámfüggvénye alapállapotban félperiódusú szinuszhullám, mely a két végpontnál nulla értéket vesz fel. A részecske energiája {\displaystyle {\frac {h^{2}n^{2}}{8mL^{2}}}}, ahol h a Planck-állandó, m a részecske tömege, n az energiaszint (n = 1 felel meg az alapállapotnak), és L a doboz mérete.
- A hidrogénatom alapállapotának hullámfüggvénye gömbszimmetrikus eloszlást mutat, melynek középpontja az atommagban helyezkedik el, az értéke itt a legnagyobb, ettől távolodva pedig exponenciálisan csökken. Az elektron legnagyobb valószínűséggel az atommagtól a Bohr-sugárral megegyező távolságra található meg. Ezt a függvényt 1s atompályának nevezzük. A hidrogénben az elektron alapállapotának energiája az ionizációs határhoz képest −13,6 eV. Más szóval 13,6 eV energia szükséges ahhoz, hogy az elektron már ne legyen az atomhoz kötve.
- A másodperc pontos definíciója 1997 óta az alapállapotú – 0 K hőmérsékletű, nyugvó – cézium-133 atom két hiperfinom energiaszintje közötti átmenetnek megfelelő sugárzás 9 192 631 770 periódusának időtartama.[2]

## Fordítás
Ez a szócikk részben vagy egészben  a   Ground state című angol Wikipédia-szócikk ezen változatának fordításán alapul.  Az eredeti cikk szerkesztőit annak laptörténete sorolja fel. Ez a jelzés csupán a megfogalmazás eredetét és a szerzői jogokat jelzi, nem szolgál a cikkben szereplő információk forrásmegjelöléseként.